# ÖFB-Cup 1948-1949
La ÖFB-Cup 1948-1949 è stata la 24ª edizione della coppa nazionale di calcio austriaca.

## Qualifikation
| Squadra 1        | Risultato   | Squadra 2      |
| ---------------- | ----------- | -------------- |
| 23 gennaio 1949  |             |                |
| Rapid Vienna     | 1 - 1 (dts) | Austria Vienna |
| 19 febbraio 1949 |             |                |
| Austria Vienna   | 3 - 2       | Rapid Vienna   |
| 30 aprile 1949   |             |                |
| SC Siebenhirten  | 3 - 1       | Oberwart       |

## Quarti di finale
| Squadra 1          | Risultato   | Squadra 2       |
| ------------------ | ----------- | --------------- |
| 26 maggio 1949     |             |                 |
| SC Admira Dornbirn | 1 - 5       | UFC Salzburg    |
| ASK Klagenfurt     | 2 - 3 (dts) | Austria Vienna  |
| 6 giugno 1949      |             |                 |
| Vorwärts Steyr     | 3 - 2       | Sturm Graz      |
| 12 giugno 1949     |             |                 |
| Innsbrucker AC     | 2 - 3 (dts) | SC Siebenhirten |

## Semifinale
| Squadra 1      | Risultato | Squadra 2       |
| -------------- | --------- | --------------- |
| 25 giugno 1949 |           |                 |
| Austria Vienna | 8 - 1     | SC Siebenhirten |
| 26 giugno 1949 |           |                 |
| Vorwärts Steyr | 3 - 0     | UFC Salzburg    |

## Finale
| Squadra 1      | Risultato | Squadra 2      |
| -------------- | --------- | -------------- |
| 3 luglio 1949  |           |                |
| Austria Vienna | 5 - 2     | Vorwärts Steyr |